# Румпель

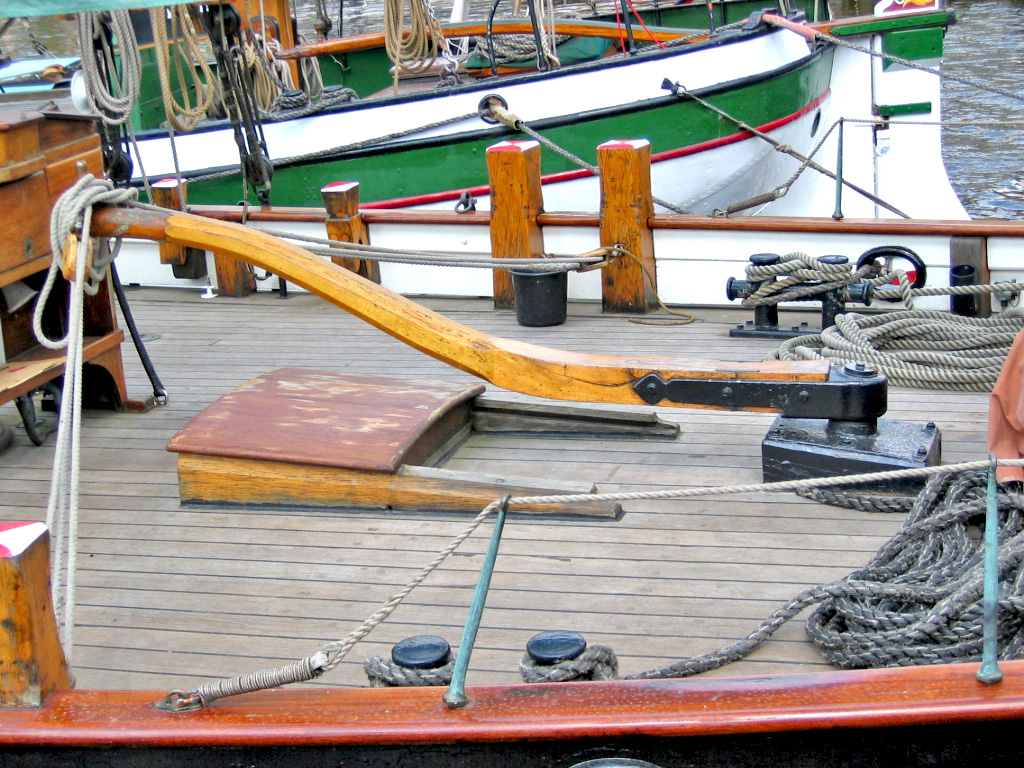
Румпель парусной яхты

Ру́мпель (ру́льпень) (от нидерл. roerpen, roer — «весло, руль», pen — «шпенёк») — специальный рычаг, закреплённый в головной части баллера руля, перпендикулярно его оси. Составная часть рулевого устройства.

## Описание
Румпель служит для поворота баллера, и тем самым, для перекладывания, то есть поворота пера руля. Передаёт на баллер усилие, вырабатываемое рулевым устройством или создаваемое рулевым вручную.
Одноплечий румпель, имеющий одно колено, называется «продольным», а двуплечий, который имеет и второе, шарнирно закреплённое к первому, колено, — «поперечным»; румпель же, имеющий форму сектора с тросовым (румпель-тали, румпель-штерты) или зубчатым приводом, — «секторным».
Элементы тросового привода румпеля:
- румпель-тали — специальные тали, которые закладываются на румпель для того, чтобы управлять рулём в том случае, если произошло повреждение штуртроса;
- румпель-штерты (штуртросы, брасы) — шнуры, которые идут от поперечного румпеля, находящегося на шлюпке, и которые служат для того, чтобы управлять рулём.

Продольный румпель применяется в основном на маломерных судах. Для крупных характерен секторный румпель с зубчатой передачей.